# Клір
Клір (грец. κλήρος — жереб) — у християнстві — духівництво як особлива спільнота, відмінна від мирян. Особа, що належить до кліру — клірик.
В українській традиції служителі культу окремої парафії називаються при́четом.

## У стародавній Церкві
Поділ на мирян та клір почав формуватися ще в ранній Церкві, коли апостоли мали особливий авторитет у вірян. В апостольський період і починається процес створення церковної ієрархії. Знаком належності до кліру стало покладення рук на висвячуваних кандидатів, котрі ставали «рукоположеними» священнослужителями.
В ранній Церкві (до кінця IV ст.) до кліру крім єпископів, пресвітерів та дияконів належали іподиякони, аколіти, остарії, читці, екзорцисти, нотарії, захисники уз, а також диякониси.

## На Сході
У Православній Церкві розрізняють вищих кліриків — священнослужителів; і нижчих — церковнослужителів.
Вищі клірики одержують благодать священства через хіротонію (рукопокладення) у вівтарі.
Нижчі клірики ставляться на служіння через покладення руки єпископа — хіротесію — поза вівтарем, в храмі.
У монастирях хіротесію можуть виконувати їхні настоятелі: ігумени та архімандрити.
На відміну від права Римської церкви, православне церковне право не розглядає незаконнонародженість як перепону до священства.
14-е Правило Трулльського Собору установлює для поставлення диякона мінімальний вік 25 років; а пресвітера — 30 років.
На відміну від Римської церкви, православні канони не розглядають тілесні вади як перепону до священства.

## На Заході
Починаючи з IV ст. в християнських державах клір одержав певні права та привілеї. На утримання кліру була виділена десятина, йому гарантували ряд привілеїв — пребенди, бенефіції. Церковна влада висувала до кліру ряд вимог (наприклад, прийняття целібату для вищих ступенів кліру). За понтифікату папи Григорія I Великого (кінець VI — початок VII століття) на Заході знаком приналежності до кліру стала тонзура: членами кліру ставали особи, які пройшли обряди постригу та посвячення.
У сучасній Римській Церкві, після II Ватиканського Собору, до кліру належать тільки священнослужителі: диякони, пресвітери та єпископи.